# Andrena enslinella
Andrena enslinella är en biart som beskrevs av Stoeckhert 1924. Andrena enslinella ingår i släktet sandbin, och familjen grävbin. Inga underarter finns listade i Catalogue of Life.